# Vorrang der Verfassung
Unter dem Vorrang der Verfassung versteht man den rechtsstaatlichen Grundsatz, nach dem der Verfassung gegenüber den einfachen Gesetzen ein höherer Rang zukommt, diese also nicht gegen sie verstoßen dürfen.
Für Deutschland ergibt sich dieses Prinzip aus Art. 20 Abs. 3 Grundgesetz, wonach auch der Gesetzgeber an die „verfassungsmäßige Ordnung“, also an das Grundgesetz, gebunden ist. Sowohl der Inhalt der Gesetze (materielle Verfassungsmäßigkeit) als auch die Entstehung dieser Gesetze (formelle Verfassungsmäßigkeit) müssen mit dem Grundgesetz übereinstimmen. Verfassungswidrige Gesetze sind somit nichtig. Die Nichtigkeit kann nur vom Bundesverfassungsgericht festgestellt und ausgesprochen werden (vgl. Art. 100 GG).
Die Vorschrift des Art. 20 Abs. 3 GG gilt als einer der „Grundsätze […] des Rechtsstaates im Sinne dieses Grundgesetzes“, auf die Art. 28 Abs. 1 S. 1 GG Bezug nimmt.